# Arnette
Pour les articles homonymes, voir Arnette (homonymie).
L'Arnette est une rivière du Sud de la France et un affluent gauche du Thoré, donc un sous-affluent de la Garonne par le Thoré, l'Agout, puis par le Tarn. Il arrose les départements de l'Aude et du Tarn.

## Géographie
De 26,5 km de longueur, l'Arnette prend sa source dans le parc naturel régional du Haut-Languedoc au pic de Nore dans le département de l'Aude commune de Pradelles-Cabardès sous le nom de Rec de Cuin passe sur la commune Labastide-Esparbairenque et se jette dans le Thoré à Mazamet dans le département du Tarn.
Son bassin est entièrement situé au sein du parc naturel régional du Haut-Languedoc.

### Communes traversés
- Aude : Labastide-Esparbairenque, Pradelles-Cabardès
- Tarn : Mazamet

## Principaux affluents
- le Rieumajou : 6,6 km
- le Rieussoule : 5,4 km
- Le Linoubre : 3,9 km
- Ruisseau de la Ruyère : 3,2 km

## Hydrologie

### L'Arnette à Mazamet
Le débit moyen interannuel de l'Arnette a été observé et calculé sur une période de 67 ans à Mazamet (1933-1999). Il se monte à 1,71 m3/s pour une surface étudiée de 57 km2, soit la quasi-totalité de son bassin versant.
L'Arnette présente des fluctuations saisonnières de débit typiques des régions méridionales du Massif Central. Les hautes eaux se déroulent en hiver et au début du printemps, et se caractérisent par des débits mensuels moyens allant de 2,20 à 3,23 m3/s, de décembre à mai inclus (avec un maximum assez net en février). À partir du mois de mai, le débit
diminue (2,20 m3/s), puis chute de manière importante en juin (1,13 m3/s) ce qui mène aux basses eaux d'été qui ont lieu de juillet à septembre inclus, entraînant une baisse du débit mensuel moyen jusqu'à 0,33 m3/s au mois d'août, ce qui reste assez consistant cependant. Mais ces moyennes mensuelles cachent des fluctuations bien plus prononcées sur de courtes périodes ou selon les années.

### Étiage ou basses eaux
Ainsi aux étiages, le VCN3 peut chuter jusque 0,055 m3/s, en cas de période quinquennale sèche.

### Crues
Les crues peuvent être assez importantes, du moins en tenant compte de l'exigüité du bassin versant de la rivière. En effet, le QIX 2 et le QIX 5 valent respectivement 13 et 18 m3/s. Le QIX 10 est de 21 m3/s, tandis que les QIX 20 et QIX 50 affichent les chiffres de 24 et 28 m3/s.
Le débit maximal instantané enregistré à Mazamet a été de 44,3 m3/s le 16 janvier 1982, tandis que le débit maximal journalier était de 22,9 le même jour.

### Lame d'eau et débit spécifique
La lame d'eau écoulée dans le bassin versant de la rivière est de 951 millimètres annuellement, ce qui est très élevé, près de trois fois supérieur à la moyenne de la France, tous bassins confondus (320 millimètres par an), et largement supérieur aussi à la moyenne du bassin du Tarn (487 mm/an). Le débit spécifique (ou Qsp) atteint 30 litres par seconde et par kilomètre carré de bassin.

## Activités
Les eaux douces de l'Arnette ont permis l'établissement, au milieu du XIXe siècle, de l'activité de délainage ; laquelle a fait la renommée de la petite ville de Mazamet et a été facteur de prospérité économique à l'échelle locale jusqu'au dernier tiers du XXe siècle. Seules deux usines de délainage subsistaient en 1999 le long de l'Arnette.